# Silvia Seidel
Silvia Seidel (Monaco di Baviera, 23 settembre 1969 – Monaco di Baviera, tra il 31 luglio e il 4 agosto 2012) è stata un'attrice tedesca.

## Biografia
Silvia Seidel partecipò a molte serie televisive di produzione perlopiù tedesca (come Squadra speciale Lipsia, SOKO 5113, Siska, Un ciclone in convento, Il commissario Herzog, ma anche l'italiana Pronto soccorso 2), oltre che ad alcuni film sia in Germania (La storia infinita di Wolfgang Petersen, Das bisschen Haushalt di Sharon von Wietersheim) che negli Stati Uniti d'America (Faith - A passo di danza di Ted Mather).
La notorietà maggiore le fu data dalla miniserie TV del 1987 Anna, che ebbe un grande successo non solo in Germania, e dal film omonimo suo sequel, uscito un anno dopo, con cui ottenne anche un Bambi e una Goldene Kamera.
La sua carriera subì un brusco stop dopo il 1992, quando la madre si suicidò: da allora le parti assegnatele nelle serie tv furono sempre minori, e anche a causa di alcuni flop, come quello della serie Quer durch die Galaxie und dann links e dello stesso film diretto da Mather, finì per trovarsi in difficoltà economiche.
Silvia Seidel morì nell'estate del 2012 all'età di 42 anni. Il suo corpo fu trovato nel suo appartamento dalla polizia il 4 agosto, dopo la segnalazione di una sua amica, proprietaria dell'osteria dove l'attrice si recava quotidianamente; dal 31 luglio nessuno l'aveva più vista. Alla luce del fatto che vicino al suo corpo è stata trovata una lettera, la polizia ha escluso un intervento esterno ed ha confermato l'ipotesi del suicidio.